# كليف ماثيوز
كليف ماثيوز (بالإنجليزية: Cliff Matthews)‏ هو لاعب كرة قدم أمريكية أمريكي، ولد في 5 أغسطس 1989 في تشيراو في الولايات المتحدة.

## وصلات خارجية
- كليف ماثيوز على موقع إي إس بي إن.كوم (أن.أف.أل)3
- كليف ماثيوز على موقع مرجع كرة القدم المحترفة.كوم (الإنجليزية)